# فتيدة
 فتيدة (بالفارسية: فتيده، وتُكتب أيضًا باللاتينية Fatīdeh وFateydeh) وهي قرية تقع في منطقة جل سفيد الريفية، في المنطقة المركزية لمقاطعة لانغرود، محافظة جيلان، إيران. في تعداد عام 2006، بلغ عدد سكانها 1006 نسمة، في 334 عائلة. 

## اللغة
إنها قرية يتحدث سكانها اللغة الجيلاكية.